# Skorowo (Białoruś)
Skorowo (biał. Скорава, Skorawa; ros. Скорово, Skorowo) – wieś na Białorusi, w obwodzie grodzieńskim, w rejonie korelickim, w sielsowiecie Maluszyce. W 2019 roku liczyła 3 mieszkańców.

## Historia
W dwudziestoleciu międzywojennym leżało w Polsce, w województwie nowogródzkim, w powiecie nowogródzkim, w gminie Rajce. W 1921 miejscowość liczyła 56 mieszkańców, zamieszkałych w 9 budynkach, w tym 47 Białorusinów i 9 Polaków. 50 mieszkańców było wyznania prawosławnego i 6 rzymskokatolickiego.
Po II wojnie światowej w granicach Związku Sowieckiego. Od 1991 w niepodległej Białorusi.